# Jan Karlík (voják)
Mjr. JUDr. Jan Karlík (14. ledna 1895 Městec Králové – 19. srpna 1944 Koncentrační tábor Terezín) byl československý legionář, důstojník, právník, fašista a odbojář z období druhé světové války popravený nacisty.

## Život

### Před první světovou válkou
Jan Karlík se narodil 14. ledna 1895 v Městci Králové v rodině úředníka Jana Karlíka a Emilie rozené Králové. Mezi lety 1906 a 1915 studoval na vyšším českém gymnáziu v Hradci Králové, kde i maturoval.

### První světová válka
Bezprostředně po maturitě byl Jan Karlík v roce 1915 povolán do c. a k. armády a odvelen na ruskou frontu. Přihlásil se na vídeňskou vojenskou akademii, kterou mezi lety 1916 a 1917 vystudoval, a následně byl odeslán na frontu italskou. Zde dne 13. ledna 1918 přeplaval řeku Piavu a vzdal se Italům. Následně byl odeslán do Francie, kde se 20. února téhož roku prezentoval v Cognacu u Československých legií. Zúčastnil se bojů na západní frontě. Dosáhl hodnosti kapitána.

### Mezi světovými válkami
Po návratu do Československa zůstal Jan Karlík v armádní službě. Zúčastnil se bojů o Těšínsko a s Maďary, kdy prokázal odvážné jednání hraničící až z hazardérstvím. Od listopadu 1919 do srpna 1921 studoval na Vysoké škole válečné v Paříži, kde se mj. spřátelil s Radolou Gajdou. Po návratu byl zařazen na post koncepčního důstojníka mobilizační skupiny k hlavnímu štábu v Praze, souběžně s výkonem této funkce vystudoval i Právnickou fakultu Univerzity Karlovy, kde 30. června 1923 promoval. Kvůli odlišným názorům a konfliktům v francouzskou vojenskou misí byl v lednu 1923 přeřazen na post velitele roty v Dolním Kubíně. Jan Karlík si v reakci na to zažádal o odchod do výslužby a dne 1. května 1925 odešel do penze. Po krátkém intermezzu, kdy byl zaměstnán jako poradce pro zbrojní otázky v plzeňské Škodovce, se začal věnovat advokacii, nejprve jako koncipient, a v roce 1929 ve vlastní pražské advokátní kanceláři. V roce 1925 neúspěšně kandidoval do parlamentu za Národní stranu práce, po roce 1926 se stal jedním z nejvýznamnějších stoupenců generála Radoly Gajdy. Jeho politiku obhajoval články v tisku a knihou Případ generála Gajdy. Mezi lety 1926 a 1932 vydával týdeník Lech. Významně se angažoval ve spolku Nezávislá jednota československých legionářů a v Národní obci fašistické. Postupně ale přestal sdílet směr, kterým se NOF začala ubírat, a v roce 1928 svou činnost v ní přerušil. Činným se stal opět v roce 1932, kdy byl Gajdou jmenován šéfem fašistického tisku, u řadového členstva ale nebyl příliš populární pro své "příliš demokratické" názory. V roce 1934 byla spolupráce opět ukončena a to již nadobro.

### Druhá světová válka
Po německé okupaci v březnu 1939 pokračoval Jan Karlík ve vedení své advokátní kanceláře. Na podzim 1940 vstoupil do protinacistického odboje založením vlastní odbojové skupiny Národního obranného svazu. Jejím vojenským velitelem se stal generál Jan Šípek a zemským velitelem podplukovník Jan Kolář. Organizace byla aktivní hlavně v centrálních Čechách. Díky spolupráci se sokolským odbojem se Národní obranný svaz jakož i příbuzní Jana Karlíka spolupodíleli na podpoře výsadkářů z Velké Británie. Do organizace se podařilo proniknout pěti konfidentům gestapa v čele s Jaroslavem Nachtmannem. Dne 9. dubna 1942 byl Jan Karlík zatčen, z obavy z prozrazení dalších informací začal předstírat šílenství. Vězněn byl na Pankráci, dne 19. května 1943 byl převezen na pozorování do Psychiatrické nemocnice Kosmonosy. Odtud byl ráno dne 19. srpna 1944 převezen příslušníky gestapa do terezínské Malé pevnosti a zde bez soudu v 10.35 hodin zastřelen.

## Rodina
Ve stejný den jako Jan Karlík tj. 9. dubna 1942 byla gestapem zatčena i jeho manželka Terezie a nejstarší syn Jan. Oba věznění přežili, syn Jan uprchl na Slovensko, kde po přechodu fronty vstoupil do 1. československého armádního sboru, se kterým se na jaře 1945 vrátil do Čech. Syn Lubor se vyznamenal během bojů Pražského povstání, v roce 1949 emigroval, stal se uznávaným ekonomem a členem generálního sekretariátu Organizace spojených národů. Nejmladší syn Oldřich během pražského povstání pomáhal při ošetřování a evakuaci raněných. Zatčeni gestapem byli i tři švagři Jana Karlíka. Pplk. Vladimír Kurc zahynul v koncentračním táboře Auschwitz a Rudolf Marek v koncentračním táboře Mauthausen.

## Ocenění

### Vyznamenání
- Croix de guerre
- Československý válečný kříž 1914–1918
- Československá revoluční medaile
- Československá medaile Vítězství
- Řád čestné legie V. třídy

### Posmrtná ocenění
- Janu Karlíkovi byl in memoriam udělen Československý válečný kříž 1939
- Jan Karlík byl in memoriam povýšen do hodnosti majora